# Hippopsicon ochreomaculatum
Hippopsicon ochreomaculatum là một loài bọ cánh cứng trong họ Cerambycidae.